# Сант-Ансельмо-аль-Авентино (титулярная диакония)
Титулярная диакония Сант-Ансельмо-аль-Авентино (лат. Diaconia Sancti Anselmi in Aventino) — титулярная церковь была создана Папой Иоанном Павлом II в 1985 году. Титулярная диакония принадлежит церкви Сант-Ансельмо-аль-Авентино, расположенной в районе Рима Рипа, на пьяцца Кавальери ди Мальта.

## Список кардиналов-дьяконов и кардиналов-священников титулярной диаконии Сант-Ансельмо-аль-Авентино
- Пауль Августин Майер, O.S.B. (25 мая 1985 — 29 января 1996), титул pro illa vice (29 января 1996 — 30 апреля 2010, до смерти);
- Фортунато Бальделли (20 ноября 2010 — 20 сентября 2012, до смерти);
- Лоренцо Бальдиссери (22 февраля 2014 — 1 июля 2024), титул pro illa vice (1 июля 2024 — по настоящее время).